# Winkerfrösche
Die Winkerfrösche (Staurois, von griech. stauros = Kreuz, Pfahl) sind eine Gattung der Echten Frösche aus Südostasien und von den Philippinen.

## Merkmale
Die Arten, die auf Borneo und auf der zu den Philippinen gehörenden Insel Palawan vorkommen, haben schwarze Flecken auf dem hellen Rücken. Die Arten der anderen philippinischen Inseln haben eine überwiegend dunkle Rückenfarbe, auf der helle Flecken zu sehen sind.

## Verbreitung
Die Gattung breitete sich von Borneo ausgehend über Palawan auf die südlichen Philippinen aus. Im Norden der Philippinen gibt es die Gattung nicht. Auf Borneo könnte sie schon vor 90 bis 60 Millionen Jahren gelebt haben. Möglichkeiten zur Ausbreitung auf die heutigen Philippinen ergaben sich vor 15 und vor 10 Millionen Jahren im Miozän, als Landbrücken zwischen den Inseln bestanden. Eine Verbreitung in zwei Wellen entspricht auch der Radiation anderer Gattungen Südostasiens.
Die Arten der Winkerfrösche leben in klaren, felsigen Fließgewässern der tropischen Regenwälder Südasiens und auf den Philippinen. Die rauschenden Bäche und Wasserfälle im Gebirge haben dazu beigetragen, dass sich bei diesen Fröschen neben den durch Schallblasen erzeugten Geräuschen auch andere Möglichkeiten der Kommunikation entwickelt haben.

## Verhalten
Charakteristisch ist für die Gattung der Winkerfrösche, dass sie sich durch Winken mit den Hinterbeinen verständigen können. Dazu haben sie auf den Schwimmhäuten zwischen den Zehen auffällige Färbungen. Dies soll sich aus dem hohen Geräuschpegel in der Nähe von Wasserfällen und rasch fließenden Gewässern ergeben haben, der eine Verständigung durch Laute stark erschwert.

## Gefährdung
Die Art Staurois natator ist auf der Roten Liste gefährdeter Arten. Obwohl es wegen der erst 2007 erfolgten Ausgliederung der Art Staurois parvus aus dem Artenkomplex Staurois tuberilinguis noch keine ausreichenden Daten gibt, wurde diese Art in die Rote Liste aufgenommen, da sie bisher nur aus zwei kleineren Gebieten bekannt ist und ihr Lebensraum durch Rodung des Regenwaldes bedroht ist.
Im Dezember 2011 wurde bekanntgegeben, dass im Tiergarten Schönbrunn erstmals die zoologische Nachzucht von zwei Arten von Staurois gelungen ist.

## Arten
Es existieren sechs Arten:
- Staurois guttatus  (Günther 1858), Schwarzgepunkteter Winkerfrosch, Borneo
- Staurois latopalmatus (Boulenger, 1887) endemisch auf Borneo (Sarawak, Sabah, Brunei und Kalimantan)
- Staurois natator (Günther 1858), i. e. Sinn nach Arifin u. a.,[1] Mindanao (Philippinen)
- Staurois nubilus (Mocquard 1890), wiedererrichtet von Arifin u. a.,[1] Palawan (Philippinen)
- Staurois parvus Inger & Haile, 1959, wiedererrichtet von Matsui u. a.,[6] Borneo, Brunei
- Staurois tuberilinguis Boulenger, 1918, i. e. S. nach der Ausgliederung von S. parvus,[6] Borneo, malaiische Bundesstaaten Sabah und Sarawak